# Alois Weiss
Alois Weiß (16. října 1906 Ruma, Rakousko-Uhersko – 26. února 1969 Straubing, Bavorsko) byl skladník z Mnichova a současně pomocník mnichovského kata Johanna Reichharta. Weiss pocházel z německého Stadelheimu a byl původně vězeňským dozorcem.

## Katem v Praze
Byl vybrán na místo pražského kata v nově zřízené Pankrácké sekyrárně. Do Prahy přijel v březnu 1943. (V Praze bydlel v Dlouhé 14.) Zde si našel své nové pomocníky. První byli čeští kolaboranti Robert Týfa z Českých Budějovic a Jan Křížek (některé prameny  uvádějí příjmení "Kříž") (který si změnil jméno na "Johann Kreuz") a později ještě Alfred Engel z Holešovic. Tito lidé byli později vystřídáni konfidentem gestapa Antonínem Neradem z Braníka a Weißovým švagrem Otto Schweigerem.
Byl považován za výkonného a spolehlivého popravčího, který si doklady o popravených udržoval v pořádku.
Provoz pankrácké gilotiny byl zahájen dne 2. února 1943 a trval až do 26. dubna 1945. Za tuto dobu bylo vykonáno 1 079 poprav (z toho 155 žen). Katova kniha se zápisy o vykonaných popravách se zachovala.

## Po válce
Po válce se Alois Weiss dostal do sovětského zajetí, ale byl propuštěn do Německa a usadil se ve Straubingu.
Správnímu soudu v Straubingu také adresoval úřední dopis. Uvedl v něm, že vzhledem ke zrušení rozsudku smrti v Německu sice nemůže dále vykonávat svou práci, formálně ale nebyla jeho práce ukončena a nárokoval si tedy odpovídající mzdu. Soud žádost zamítl. České úřady zároveň požádaly o prošetření Aloise Weiße. Německá strana to odmítla, s odůvodněním, že jej nepovažuje za nacistického zločince, ale za úředníka.
V šedesátých letech dvacátého století žádal Weiss dokonce československé úřady o přiznání dvou let, kdy působil jako kat na Pankráci, aby mu tyto roky nechyběly pro zápočet do starobního důchodu.